# Mycomya fuscipalpis
Mycomya fuscipalpis är en tvåvingeart som beskrevs av Van Duzee 1928. Mycomya fuscipalpis ingår i släktet Mycomya och familjen svampmyggor.
Artens utbredningsområde är Kalifornien. Inga underarter finns listade i Catalogue of Life.